# Jack Garratt
Jack Robert Garratt (High Wycombe, Inglaterra, 11 de octubre de 1991) es un cantautor y productor británico, que llamó la atención de los críticos y de la industria de la música británica al ganar el sondeo Sound of 2016, de la BBC, y el premio Brit a la elección de los críticos en 2016.
Su álbum debut Phase,  salió a la venta en febrero de 2016, y obtuvo la número 3 de la lista de álbumes de Reino Unido, donde vendió más de cuarenta mil copias.

## Biografía

### Infancia
Nacido el 11 de octubre de 1991 en el Hospital de High Wycombe, en el seno de una familia de multiinstrumentistas. Su madre Helen, era una profesora de música en una escuela primaria y su padre un exoficial de policía, quien también se dedicó a la enseñanza del manejo de la guitarra. Creció un caserío inglés de Buckinghamshire llamado Little Chalfont.
Cuenta que cuando niño, le gustaba llamar la atención de sus padres realizando actuaciones musicales o haciendo sonidos con cualquier instrumento, a pesar de que siempre recibió su cariño y apoyo. A una temprana edad sus padres lo pusieron en clases de música para animarlo a afinar. Si bien, recibió lecciones de piano en su niñez, Garratt aprendió a tocar varios instrumentos musicales de manera independiente como la guitarra, trombón, bajo, batería y teclados, entre otros. Estudió en la St Clement Danes School, y tocó la batería, trombón y la guitarra para la orquesta y la banda de jazz de la escuela. Junto con el grupo coral de la escuela, realizó presentaciones en Holanda, Italia, Normandía y Praga. Garratt además solía motivar a los estudiantes más jóvenes con sus aspiraciones musicales y también los ayudaba en la realización de demos.
A los doce años, compuso su primera canción durante el recreo estudiantil y, en 2005, a los trece, asistió a una audición y clasificó entre los ocho jóvenes que competían por el primer puesto para representar al territorio británico en el Festival de la Canción de Eurovisión Junior 2005. La final del concurso nacional se llevó a cabo el 4 de septiembre de 2005, en el Granada Studio en Mánchester, emitido por la televisión ITV2 y presentado por Michael Underwood y Nikki Sanderson. El ganador fue elegido a través de televoto; Garratt interpretó un tema llamado «The Girl» y, con trece puntos, quedó en el último lugar de la competencia. A pesar de reconocer que solamente participó para llamar la atención, relató que fue una experiencia «horrible». A los catorce años, consiguió su primer trabajo como camarero en una cafetería de exposiciones de artes nudistas y, como parte de la galería, realizó interpretaciones. Después de salir de la escuela secundaria, trabajó por un año como profesor adjunto en una escuela primaria dando clases a un niño con parálisis cerebral. Esperando hacer una carrera como maestro, se inscribió en la University of Roehampton en Londres pero poco tiempo después de haber comenzado, cambió de idea al sentir que debía perseguir una carrera musical. Luego de abandonar sus estudios, se unió a un sello discográfico independiente y empezó a realizar un álbum, pero desistió porque «no estaba orgulloso de las canciones» que había escrito.

### Comienzos de su carrera musical

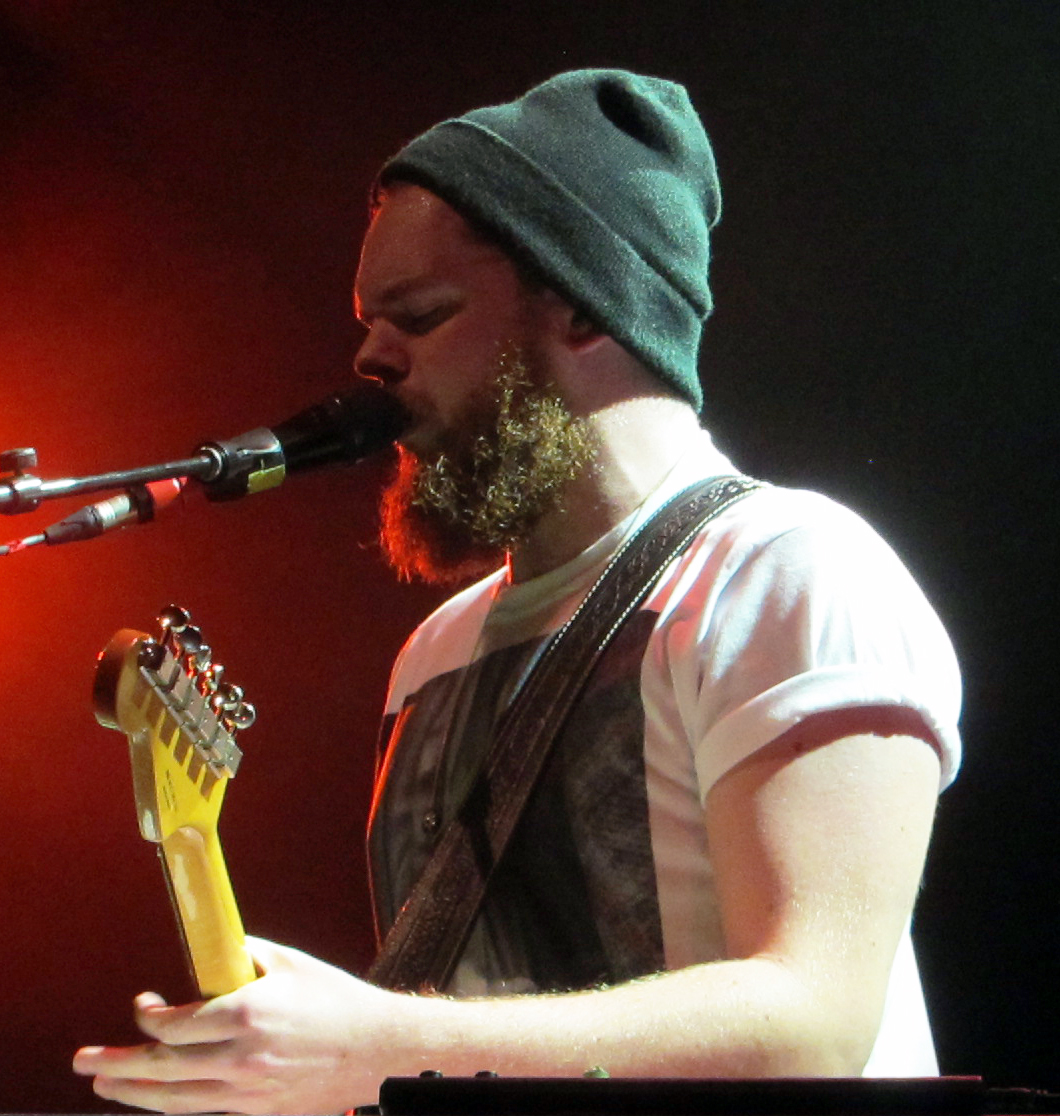
Garratt (en la imagen) fue telonero de Mumford & Sons en varios meses de 2015.

En 2009, Garratt siguió con sus producciones musicales después de adquirir un computador portátil; colaboró con Andrew McCrorie-Shand, escritor y productor de «Teletubbies dicen Eh-oh!». En el mismo año publicó varias canciones acústicas en el sitio web de la BBC Introducing y tres años después, en marzo de 2012, fue invitado a la BBC Three Counties Radio y realizó una interpretación en directo.
A principios de 2014, el tema «Worry», producido por el mismo intérprete y Carassius Gold, empezó a ser reproducido en la BBC Radio 1 y, también contó con la promoción del disyóquey Zane Lowe; obtuvo notoriedad en el territorio británico. Según Chris Payne, de Billboard, Garrtatt «suena como Sam Smith cantando una canción original de R&B producida por James Blake». En marzo de 2014, con el patrocinio de la compañía BBC, llevó a cabo una interpretación en el BBC Introducing del festival South by Southwest (SXSW) en Austin, Texas y, posteriormente a finales de agosto cantó el tema «I Couldn't Want You Anyway» en el escenario principal del BBC Introducing en los Festivales de Reading y de Leeds, respectivamente. Su actuación tuvo buenos comentarios de parte del público y, a partir de ello, el artista empezó a ganar fama en Reino Unido. En octubre de 2014, se publicaron los EP Remnants y Remnix mediante Island Records y, en noviembre y diciembre fue el acto de apertura de Ben Howard en más de quince conciertos en Europa.
En abril de 2015, lanzó su cuarto EP Synesthesiac, producido por el mismo intérprete; para su composición Garratt se «inspiró en la sinestesia de un amigo». El disco recibió elogios de parte de los críticos especializados, quienes alabaron sus habilidades vocales y la combinación de diferentes géneros en una sola canción. En mayo, después de realizar varios conciertos en ciudades británicas, Garratt fue telonero de dieciséis espectáculos de la banda Mumford & Sons en los Estados Unidos entre finales del mismo mayo y agosto. El 6 de julio de 2015 salió a la venta el sencillo «Weathered». A finales de septiembre realizó una puesta en escena de su sencillo «Weathered» y una versión de la canción «Latch», de Disclosure, en el Radio 1 Live Lounge, y también actuó en el Apple Music Festival que tuvo lugar en The Roundhouse en Londres; un EP de su actuación se publicó en iTunes Store. A mediados de octubre de 2015 se lanzó el sencillo «Breathe Life» y, el 28 del mismo mes Garratt hizo su primera aparición en la televisión estadounidense en el programa Conan con su sencillo «Worry». Entre finales de noviembre y mediados de diciembre, Garratt volvió a ser el acto de apertura de la banda Mumford & Sons en el Reino Unido e Irlanda. El 10 de diciembre recibió el galardón BBC Introducing Artista del Año en los BBC Music Awards de 2015 y tocó «Worry». El 11 de diciembre la BBC subió a sus plataformas musicales una mixtape que cuenta con actuaciones de Garratt. Los artistas y productores Sia, Katy Perry, Rick Rubin, OneRepublic y Aaron Paul, entre otros, alabaron su música. La banda OneRepublic, en julio de 2015, comentó que «Weathered» era una «la nueva canción más increíble» que había escuchado «en un largo tiempo».

### Phase(2016)
En las etapas iniciales de su carrera, Garrattt contó con el apoyado de la compañía británica BBC y la banda Mumford & Sons, así, comenzó a ser reconocido ampliamente en Reino Unido y otros países europeos. Asimismo, la crítica que, eligió sus destrezas vocales, puestas en escenas, composiciones y producciones musicales, desempeñó un papel importante en la difusión de contenidos acerca del intérprete. Tanto fue su notoriedad que, sin ningún álbum de estudio en el mercado, recibió el galardón elección de los críticos de los Brit Awards de 2016, y ganó el sondeo Sound of 2016, de la BBC. Las compañías Google Play Music, MTV, de Reino Unido, Spotify y Apple Music lo consideraron uno de los artistas nuevos que el público debería «vigilar» durante el 2016.
Su álbum debut Phase, salió a los mercados musicales el 19 de febrero de 2016 a través de la compañía Island Records, antecedido por el lanzamientos de los temas «Breathe Life», «Weathered» y «The Love You’re Given». Phase entró en el puesto 3 de la lista de álbumes de Reino Unido por 18 198 unidades vendidas en su primera semana. Para la promoción del álbum, el artista se embarcó en una gira musical por Reino Unido, Estados Unidos y Canadá en 2016. En general, Phase recibió reseñas favorables de parte de los críticos musicales, pero tuvo un bajo éxito comercial, de acuerdo con el informe de ventas del primer semestre de 2016 de Official Charts Company en Reino Unido, en el que figuró como el disco número cincuenta y cuatro más vendido por 47 673 ejemplares. Pese a sus bajas ventas, Phase apareció como el segundo más vendido por un artista nuevo británico, solo detrás de Mind of Mine (2016) de Zayn que se ubicó en la cuarenta y seis.

## Arte

### Influencias
Desde muy joven, Garratt escuchó a varios artistas de diversos estilos musicales gracias a la gran cantidad de discos que sus padres tenían en casa. Entre ellos, elepés de Rufus Wainwright, Damien Rice, Eric Clapton y Ray Charles. «A pesar de no haber sido criado en una familia religiosa, Garratt ama la emoción y el sentido de comunidad que evoca la música gospel». Según el artista, cuando era un niño, su madre solía tocar música de Stevie Wonder y afirma que a partir de ello empezó a «amar las canciones» e interesarse por el intérprete. Relata que se interesó en el gospel luego de escuchar a los artistas Wonder, John Legend y The Roots. Afirma que David Bowie y Wonder fueron dos de sus principales influencias cuando era joven. Entre finales de la década de los ochenta e inicios de los años noventa se aficionó con la música funk de los Tower of Power, de quien es «un gran fanático»; hasta 2015 el funk era uno de los géneros que todavía disfrutaba escuchar. El Swordfishtrombones (1983), de Tom Waits, «es uno de sus discos favoritos». Sobre Waits, comenta que es una de sus principales «fuentes de inspiración» para su «lírica-escritura» y composición. Frank Ocean es también una de sus mayores influencias. Él encuentra «similitudes entre Waits y Browne», otro artista que admira.
Él se declaró aficionado de la película Cómo entrenar a tu dragón (2010) y de su banda sonora. Garratt afirma estar «fascinado por bandas sonoras de películas» para niños, debido a que, deben «ser capaces de entretener a un público que no está interesado en la música».
Garratt para sus composiones ha tomado como referencia obras de Dave Grohl, Justin Timberlake y Lianne La Havas, a «quien admira por sus habilidades como compositora e intérprete». Para la composición de «Worry» (2014) se inspiró en los trabajos de realizadas por Timberlake. Según el intérprete, para crear sus composiciones musicales, «primero intenta encontrar un ambiente», un «sentimiento» o un «paisaje sonoro» y, al estar inspirado, «aprovecha esa emoción» y empieza a escribir sobre de una experiencia propia o de un allegado; Garratt puso de ejemplo a su EP Synesthesiac (2015), que fue inspirado en un amigo sinestésico. Relata que, para esas composiciones, se inspiró en la sinestesia porque «es una de las únicas apreciaciones biológicas reales de arte». En 2015 Garratt publicó que Hozier, James Bay y Years & Years fueron algunos de los artistas y bandas que lo inspiraron en dicho año.

### Voz
El falsete de Garratt ha sido comparado constantemente con el de los vocalistas Ed Sheeran y Pharrell Williams. En un artículo para The Guardian en 2014, el crítico Paul Lester, describió a la voz del intérprete como «flexible» y «emotiva», y que sus destrezas vocales en combinación con la música electrónica lo hacen fácilmente comparable con James Blake y Jamie Woon. Por su parte, Ian Youngs de BBC News, sostiene que «su voz puede pasar de un Tom Waits gruñido hasta un Sam Smith asequible».

### Estilo musical
Garratt se considera a sí mismo como un artista de música electrónica y, afirma estar interesado en cualquier estilo musical, que lo importante es la calidad del audio. Él también reconoce que se inclina hacia la música soul y R&B. El periódico británico The Guardian, escribió que Garratt «mezcla elementos de folk, electrónica y R&B para crear un conmovedor pero frecuentemente sonido pop al mínimo». Por otro lado, el articulista Mike Wass, del sitio web Idolator.com, alega que Garratt es un artista muy difícil de categorizar en un género musical, debido a que constantemente «mezcla fragmentos de [audio] de R&B, rock y cualquier otro género» que desee durante la producción. Wass agrega que «esa originalidad combinado con su habilidad para leer y escribir, letras sinceras» lo llevó a ser catalogado como una de las revelaciones más prominentes de 2015. Ian Youngs de BBC News, comenta que Garratt «parece personificar la mayor cantidad de cualidades que una estrella del pop debería requerir para sobrevivir y prosperar en la caprichosa industria musical del siglo XXI». Youngs asimismo relata que «sus canciones combinan melodías clásicas con los deformantes ritmos de la música innovadora», como si sus composiciones estuviesen influida por sus «ídolos» Stevie Wonder, Tom Waits y Stevie Ray Vaughan. «También salta entre los géneros con alegría, cambiando entre la electrónica inquietante de James Blake y la balada soul basada en la guitarra conmovedora de Ed Sheeran».

## Discografía
- Phase (2016)

## Premios y nominaciones
| Año  | Premiación        | Categoría                       | Nominado     | Resultado | Ref.   |
| ---- | ----------------- | ------------------------------- | ------------ | --------- | ------ |
| 2015 | Premios BBC Music | BBC Introducing artista del año | Jack Garratt | Ganador   | [ 13 ] |
| 2016 | Premios Brit      | Elección de los críticos        | Jack Garratt | Ganador   | [ 23 ] |
| 2016 | BBC               | Sound of 2016                   | Jack Garratt | Ganador   | [ 1 ]  |
| 2016 | MTV UK            | Artista nuevo para 2016         | Jack Garratt | Nominado  | [ 37 ] |